# I5 (spoorwegrijtuig)
De I5-rijtuigen van de NMBS waren ligrijtuigen voor het internationale treinverkeer, gebaseerd op ontwerpen van ligrijtuigen van de Franse spoorwegen. In 1963 werd bij La Brugeoise et Nivelles een bestelling geplaatst voor 45 rijtuigen die elk een capaciteit hadden voor 60 zittende of liggende reizigers. Een groot aantal rijtuigen heeft op enig moment in verschillende kleurstellingen gereden voor het reisagentschap Railtour. De Nederlandse maatschappij The Train Company zette in de winter een aantal rijtuigen van het type in zijn treinen, onder andere onder de naam 'Bergland Express'.
De rijtuigen kwamen vanaf 1967 in dienst in de serie BC10 14.101 - 14.145. In 1980 werden de rijtuigen 14.101-14.116 uitgevoerd in de kleurstelling van railtour. Tussen 1990 en 1995 vond een modernisatie plaats. Hierbij werden de rijtuigen vernummerd in de 14.501 - 14.544 serie.

## Museumrijtuigen
| Nummer | Bij  | Opmerking                                                       |
| ------ | ---- | --------------------------------------------------------------- |
| 14.508 | SDP  | te Baasrode-Noord. Niet rijvaardig.                             |
| 14.512 | TSP  | te Spontin. Wordt gebruikt als slaaprijtuig voor vrijwilligers. |
| 14.530 | NMBS | te Steenbrugge.                                                 |